# Sollihøgda
Sollihøgda este o localitate din comuna Asker și Hole, provincia Akershus, Norvegia, cu o suprafață de 0,3 km² și o populație de 359 locuitori (2013).